# Theodor Rocholl (Schauspieler)
Theodor Bernhard Richard Oswald Rocholl, gelegentliche Schreibweise auch Theodore Rocholl (* 29. Juli 1891 in Düsseldorf; † 8. Oktober 1978 in Berlin), war ein deutscher Schauspieler bei Bühne, Film und Fernsehen. Er war auch als Übersetzer tätig.

## Leben und Wirken
Der Sohn des gleichnamigen Malers besuchte zu Beginn der 1910er-Jahre in Berlin die Theaterschule des Deutschen Theaters Berlin, nachdem er am Schauspielhaus Düsseldorf im Jahre 1908 ein halbes Jahr mit Statistenrollen auf der Bühne gestenden hatte. Unter der Leitung von Max Reinhardt erhielt Rocholl sowohl seine ersten Theater- als auch 1912/13 seine ersten Filmrollen. 1914 Teilnahme an den Rheinischen Goethe-Festspielen unter der Leitung von Max Grube. Es folgten Anschlussverpflichtungen nach Frankfurt am Main, an die Tribüne Berlin sowie von 1921 bis 1929 an das Albert-Theater in Dresden. Zwischendurch unternahm Rocholl Gastspielreisen und wirkte im Rundfunk. Während des Zweiten Weltkriegs ging er auf Wehrmachttourneen und wirkte außerdem in zwei Kinofilmen mit. Nach 1945 sah man Rocholl erneut an Berliner Spielstätten wie der Jugendbühne Titaniapalast und dem Hebbeltheater. Außerdem übernahm er nunmehr mehrfach Synchronrollen. Vor die Kamera trat Theodor Rocholl kaum noch.

## Filmografie (komplett)
- 1912: Das Mirakel
- 1913: Eine venezianische Nacht
- 1936: Port Arthur
- 1941: Stukas
- 1943/44: Eine kleine Sommermelodie (UA: 1982)
- 1952: Karriere in Paris
- 1967: Stella (Fernsehfilm)

## Hörspiele (Auswahl)
- 1946: Paul Osborn: Galgenfrist (Mr. Pilbeam) – Regie: Hanns Korngiebel (RIAS Berlin)
- 1954: Lydia Binder: Skandal im Jockey-Club (Tannhäuser). Ein Hörspiel um die Pariser Premiere (Haassmann) – Regie: Curt Goetz-Pflug (SFB)
- 1961: Thierry: Pension Spreewitz (Ein Amerikaner in Berlin, Folge 94, Erstsendung 2. September 1961) (Herr Pfeffer) – Regie: Ivo Veit (RIAS Berlin)
- 1962: Thierry: Pension Spreewitz (Der Krimi-Professor, Folge 105, Erstsendung 3. Februar 1962) (Professor Hobel) – Regie: Ivo Veit (RIAS Berlin)
- 1963: Thierry: Pension Spreewitz (Optimisten und Pessimisten, Folge 128, Erstsendung 19. Januar 1963) (Herr Buschlau) – Regie: Ivo Veit (RIAS Berlin)
- 1971: Edwin Beyssel: Der gemütliche Gustav. Damals war's – Geschichten aus dem alten Berlin (Rechtsanwalt und Notar i. R. Rübsam) (Geschichte Nr. 15 in 12 Folgen) – Regie: Ivo Veit (RIAS Berlin)
- 1974: Theodor Fontane: Effie Briest (3 Teile) (Güldenklee) – Regie: Rudolf Noelte (SFB / BR / HR) (CD-Edition: Der Hörverlag 2008)

## Übersetzungen (Auswahl)
- David Roxan; Ken Wanstall: Der Kunstraub. Ein Kapitel aus den Tagen des Dritten Reiches. List, München 1966 (The jackdaw of Linz. The story of Hitler's art thefts. 1964)
- William J. Laubenstein: Die Sendung der Catalpa. Universitas Verlag, 1963 (The Emerald Whaler)